# Carolina Augusta da Baviera
Carolina Charlotte Augusta da Baviera (em alemão Karoline Charlotte Auguste von Bayern; Mannheim, 8 de fevereiro de 1792 - Viena, 9 de fevereiro de 1873), foi a quarta e última esposa do Imperador Francisco I e Imperatriz Consorte da Áustria, além de Rainha Consorte da Hungria, Croácia, Boêmia e Lombardia-Vêneto de 1816 até 1835. Foi Princesa da Baviera por nascimento, além de Princesa Herdeira de Württemberg pelo seu primeiro casamento com Guilherme, Príncipe Herdeiro de Württemberg (futuro rei Guilherme I).

## Biografia

### Família
Carolina era filha do rei Maximiliano I José da Baviera e da princesa Augusta Guilhermina de Hesse-Darmstadt. Seus avós paternos foram o conde palatino Frederico de Zweibrücken-Birkenfeld e Maria Francisca de Sulzbach; enquanto seus avós maternos foram o príncipe Jorge Guilherme de Hesse-Darmstadt e a princesa Carlota de Hanau-Lichtenberg.

### Primeiro casamento
Casou-se em Munique, em 8 de junho de 1808, com o príncipe herdeiro Guilherme de Württemberg, (futuro Guilherme I de Württemberg). Essa união foi arranjada para se evitar um casamento político organizado por Napoleão. Após a cerimônia oficial, Guilherme teria dito à Carolina: "Nós somos vítimas da política." Os príncipes não tinham nenhuma afinidade ou afeto entre si. Eles viviam separados no palácio e o casamento nunca foi consumado. Carolina passava o tempo escrevendo cartas para seu irmão Luís e aprendendo os idiomas italiano e inglês.
Guilherme e Carolina não tiveram filhos e se divorciaram em 31 de agosto de 1814. O casamento foi finalmente dissolvido pelo Papa Pio VII para garantir que ambos pudessem se casar novamente de acordo com as regras da Igreja Católica.

### Segundo casamento
Tanto o imperador Francisco I da Áustria quanto irmão dele, o grão-duque Fernando III da Toscana, propuseram casamento à Carolina. O impasse se resolveu quando Fernando III retirou sua proposta para que a princesa pudesse aceitar o pedido do imperador. Casaram-se em 29 de outubro de 1816, numa cerimônia muito simples, devido à economia rigorosa do imperador, e Carolina tornou-se Imperatriz da Áustria, Rainha da Hungria, Croácia e Boêmia. Antes do casamento todos a conheciam como Charlotte, mas ela passou a utilizar seu primeiro nome desde então. O casal não teve filhos.
Ela se tornou popular na Áustria e foi ativa no trabalho social, fundando vários hospitais e abrigos para os pobres. A Imperatriz Caroline foi descrita como elegante, simpática, religiosa e inteligente, embora não tão bonita.

### Últimos anos
Após a morte de seu esposo, Carolina Augusta mudou-se para Salzburgo. Mesmo tendo saído da côrte, a imperatriz-viúva mantinha um relacionamento estreito com sua meia-irmã, a arquiduquesa Sofia (casada com seu enteado, o arquiduque Francisco Carlos e mãe do futuro imperador Francisco José I) e com sua sobrinha, a futura imperatriz Isabel (mais conhecida como Sissi).

### Morte
Carolina morreu em Viena, em 9 de fevereiro de 1873, um dia após completar 81 anos de idade. Seu corpo foi sepultado na Cripta Imperial de Viena.

## Títulos e estilos
- 8 de fevereiro de 1792 - 26 de dezembro de 1805: Sua Alteza Sereníssima, a Duquesa Carolina da Baviera
- 26 de dezembro de 1805 - 8 de junho de 1808: Sua Alteza Real, a Princesa Carolina da Baviera
- 8 de junho de 1808 - 31 de agosto de 1814: Sua Alteza Real, a Princesa Herdeira de Württemberg
- 31 de agosto de 1814 - 29 de outubro de 1816: Sua Alteza Real, a Princesa Carolina de Württemberg
- 29 de outubro de 1816 - 2 de março de 1835: Sua Majestade Imperial e Real Apostólica, a Imperatriz da Áustria, Rainha da Hungria, Croácia e Boêmia, etc.
- 2 de março de 1835 - 9 de fevereiro de 1873: Sua Majestade Imperial e Real Apostólica, a Imperatriz-viúva Carolina Augusta da Áustria, Rainha-viúva da Hungria, Croácia e Boêmia, etc.

## Nota
- Este artigo foi inicialmente traduzido, total ou parcialmente, do artigo da Wikipédia em inglês cujo título é «Caroline Augusta of Bavaria», especificamente desta versão.